# لوئی متیو مولیه

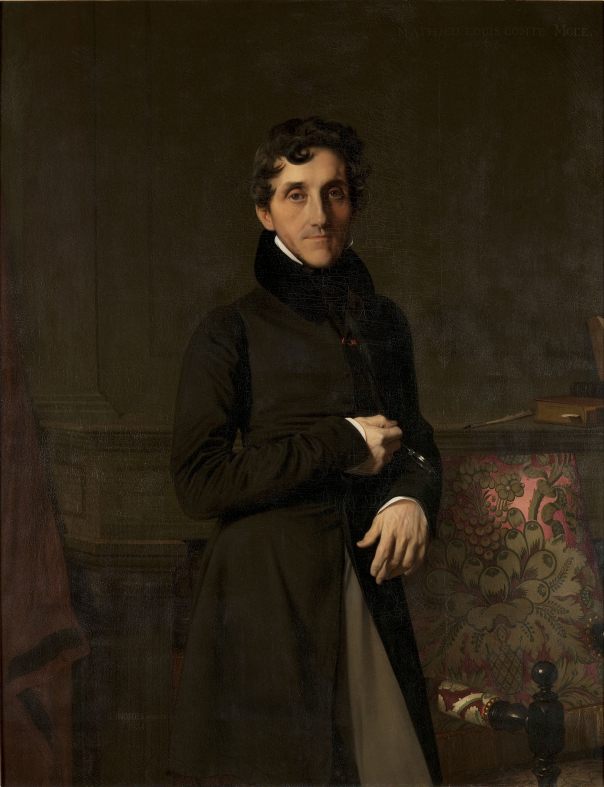
لوئی متیو مولیه

لوئی متیو مولیه (۲۴ ژانویه ۱۷۸۱ – ۲۳ نوامبر ۱۸۵۵) که به عنوان متیو مولیه نیز شناخته می‌شود، سیاستمدار فرانسوی و هیجدهمین نخست‌وزیر فرانسه بود.